# Ošelín
Ošelín (en allemand : Oschelin) est une commune du district de Tachov, dans la région de Plzeň, en République tchèque. Sa population s'élevait à 167 habitants en 2022.

## Géographie
Ošelín se trouve à 6 km au sud-sud-ouest de Černošín, à 17 km à l'est-sud-est de Tachov, à 38 km à l'ouest de Plzeň et à 119 km à l'ouest-sud-ouest de Prague.
La commune est limitée par Černošín au nord, par Svojšín à l'est, par Benešovice au sud-ouest, par Bor au sud et à l'ouest.

## Histoire
La première mention écrite de la localité date de 1379.

## Administration
La commune se compose de cinq sections :
- Ošelín ;
- Dolní Plezom ;
- Horní Plezom ;
- Lobzy ;
- Plezom.

## Galerie

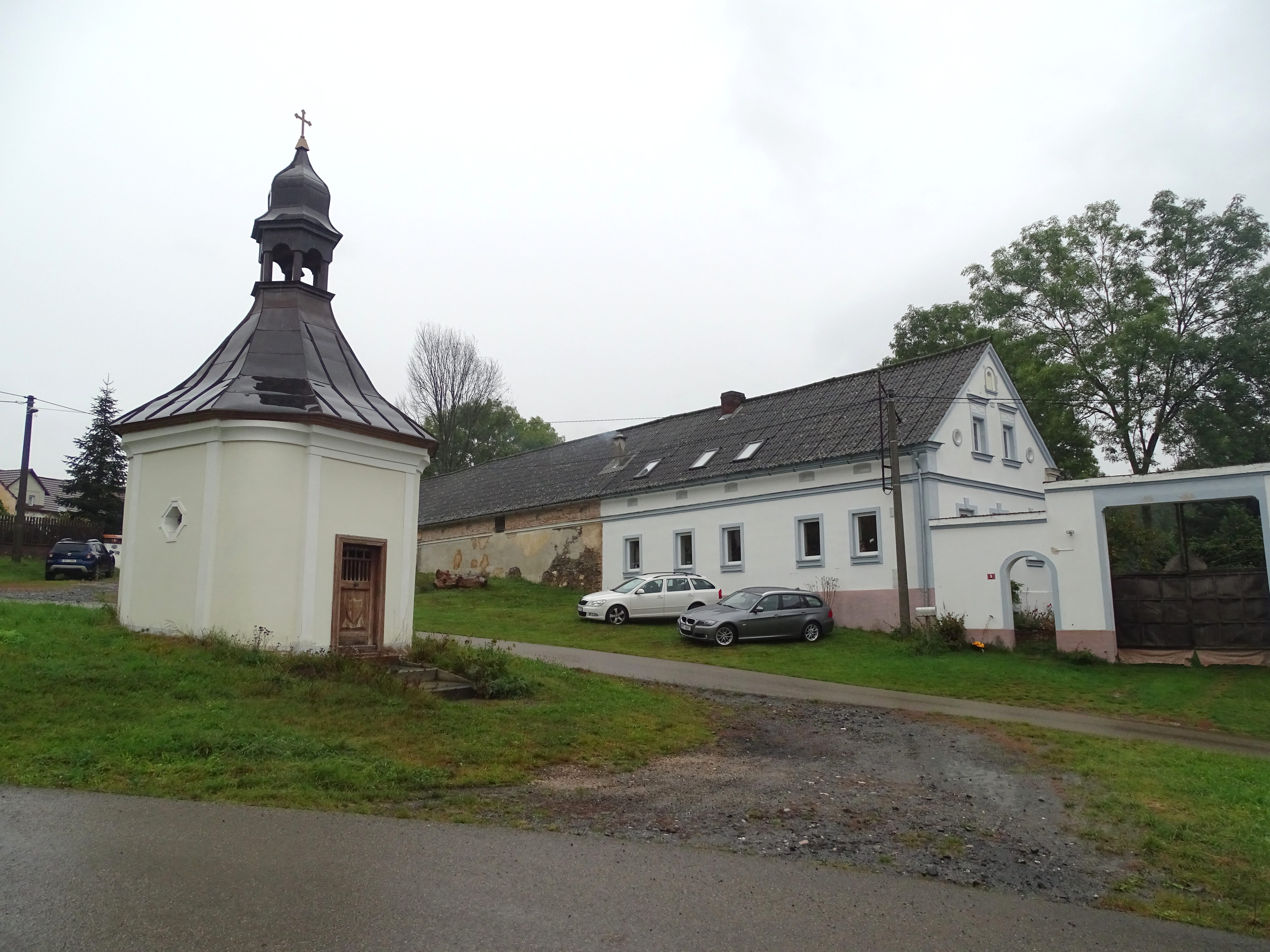
Chapelle à Lobzy.
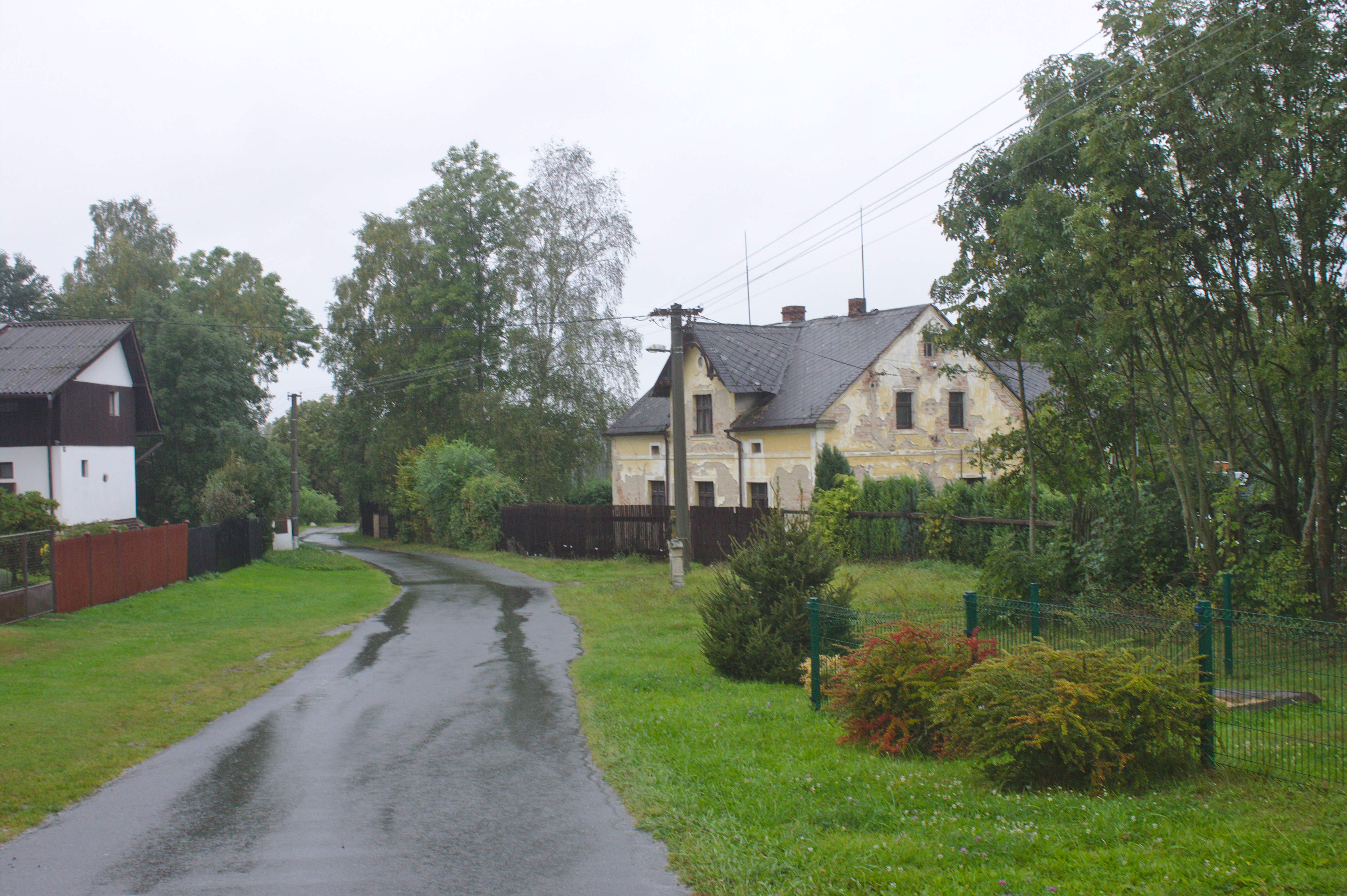
Rue à Horní Plezom.

## Transports
Par la route, Ošelín se trouve à 14 km de Stříbro, à 19 km de Tachov, à 46 km de Plzeň et à 145 km de Prague. 